# Ze'ev Elkin
Pour les articles homonymes, voir Zeev.
Ze'ev Elkin (en hébreu : זאב אלקין, en russe : Зеэв Элькин), né le 3 avril 1971 à Kharkov, est un homme politique israélien. Il est membre des 17e, 18e, 19e, 20e, 21e, 22e, 23e, 24e et 25e Knesset.

## Biographie
Elkin est né à Kharkov en RSS d'Ukraine. Il s'engage dans le mouvement de jeunesse juif Bneï-Akiva dont il devient, en 1990, secrétaire général de la branche soviétique. En décembre 1990, Elkin quitte l'URSS et fait son aliya.
Une fois en Israël, il suit des études à l'université hébraïque de Jérusalem. Il obtient en 1994 un diplôme de premier cycle en histoire d'Israël et en mathématiques, ainsi qu'un diplôme de second cycle en histoire d'Israël.
En 2006, il est élu à la 17e Knesset sur la liste du nouveau parti Kadima. En novembre 2008, il quitte Kadima, qu'il considère comme étant devenu gauchiste sous la direction de Tzipi Livni, en particulier sur les questions relative aux discussions avec la Palestine. Il rejoint le Likoud. Lors des élections législatives de 2009, il est présent en 20e position sur la liste du Likoud et est élu à la 18e Knesset.
Ze'ev Elkin devient président du groupe parlementaire du Likoud à la Knesset et président de la coalition parlementaire. Lors des élections législatives de 2013, il est présent en 14e position sur la liste du Likoud et est élu à la 19e Knesset. Il occupe le poste de ministre de la Protection environnementale, de Jérusalem et de l'Intégration dans le gouvernement Netanyahou IV.
Incarnant la ligne dure de la droite israélienne, il présente fin 2017 un projet de loi critiqué car visant à garantir la supériorité numérique de la population juive dans Jérusalem.
Nommée ministre de l'Enseignement supérieur le 17 mai 2020, il doit devenir ministre des Transports le 17 novembre 2021.
Le 23 décembre 2020, Elkin démissionne du gouvernement et du Likoud. Il démissionne de la Knesset le lendemain. Elkin rejoint le parti Nouvel Espoir, nouvellement créé par Gideon Sa'ar, lui aussi en provenance du Likoud. Elkin accuse Benyamin Netanyahou d'avoir « détruit le Likoud » et de plus prendre en compte ses intérêts personnels que ceux de la nation.
Le 13 juin 2021, il devient ministre de la Construction et du Logement, ministre des Affaires de Jérusalem et du Patrimoine ainsi que ministre des Relations entre le gouvernement et la Knesset dans le gouvernement de Naftali Bennett.

## Source
- (en) Cet article est partiellement ou en totalité issu de l’article de Wikipédia en anglais intitulé « Ze'ev Elkin » (voir la liste des auteurs).